# Schambach (Treuchtlingen)

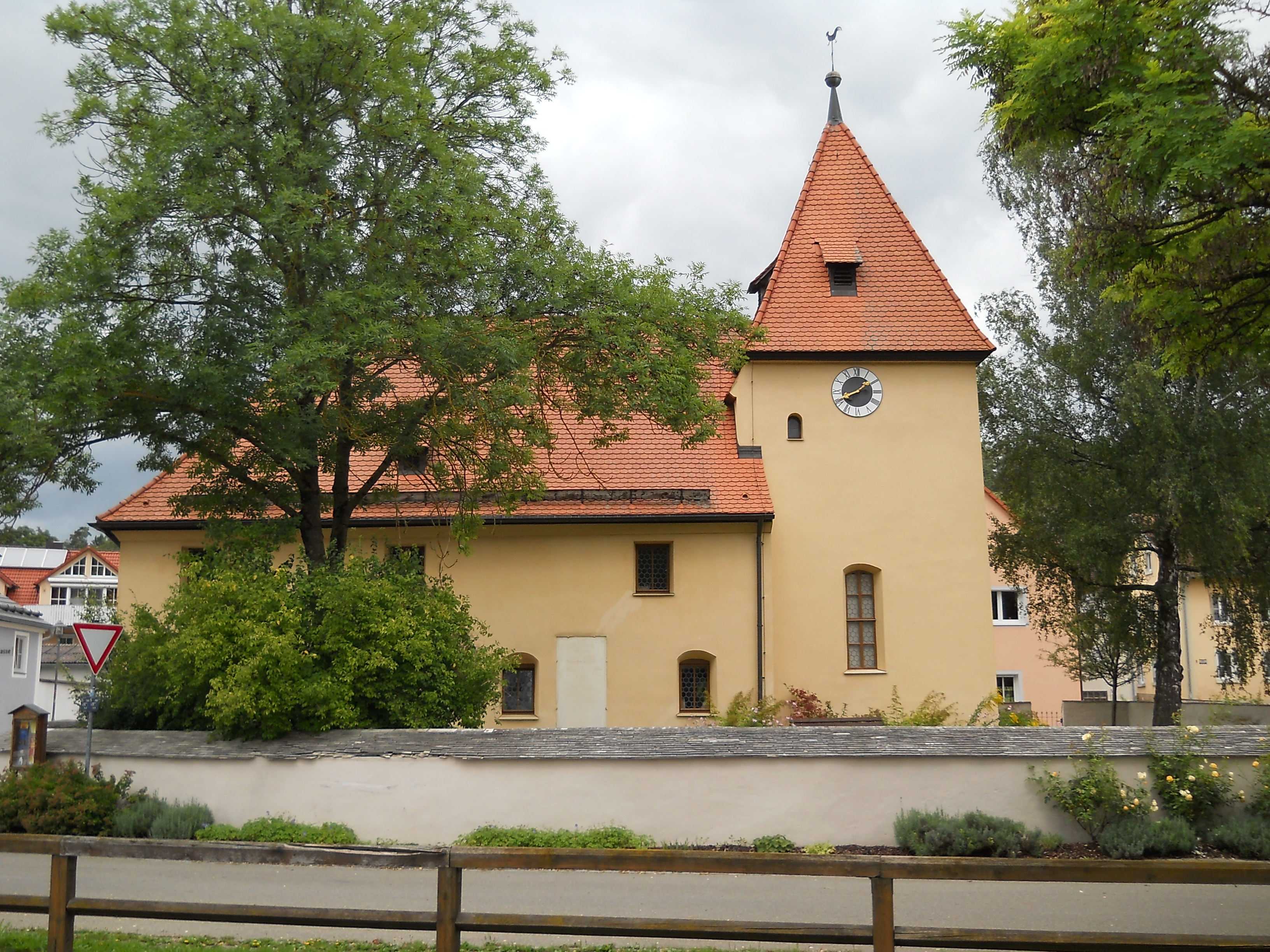
Willibaldskirche

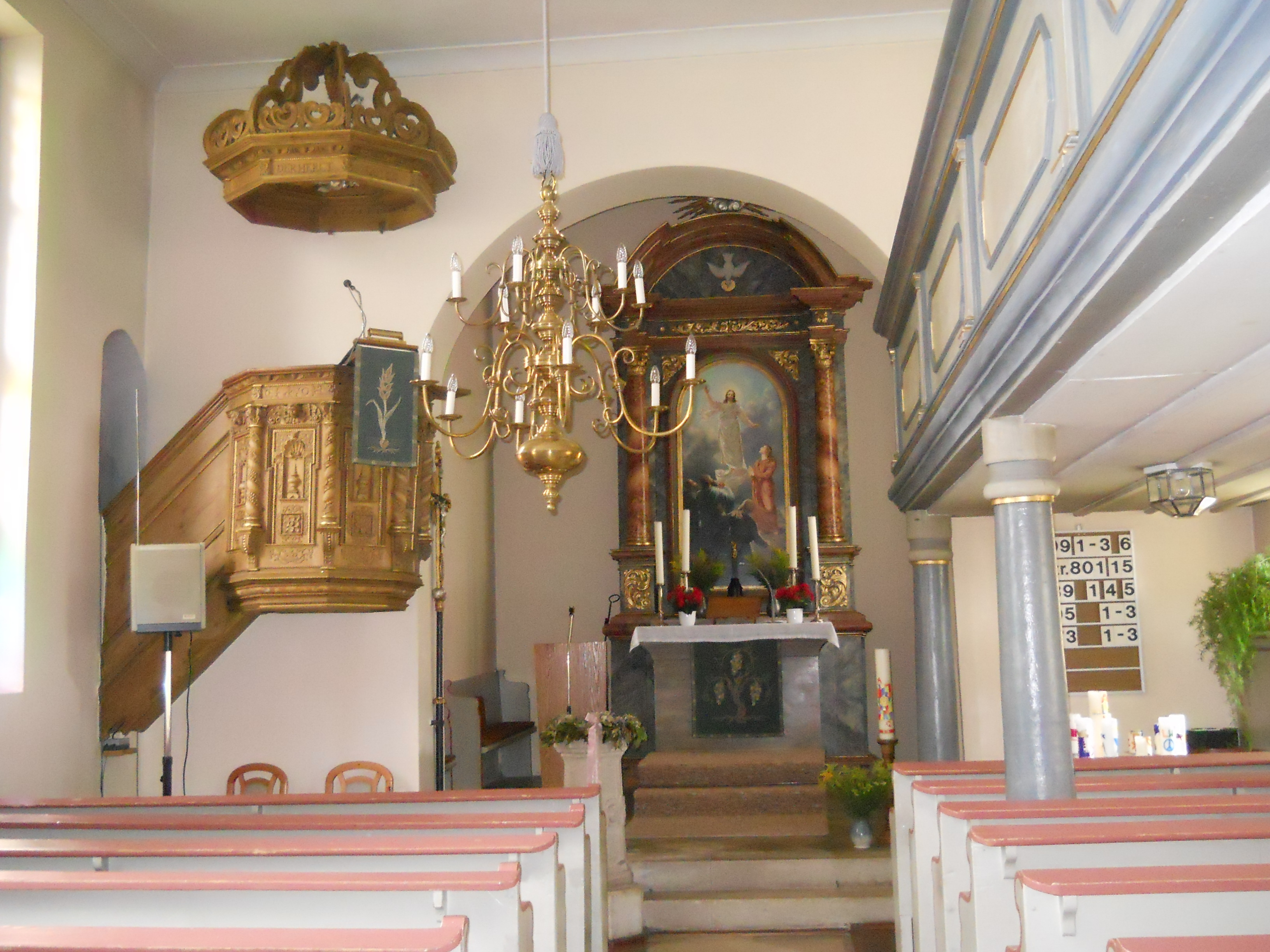
Das Innere von St. Willibald

Schambach ist ein Gemeindeteil der Stadt Treuchtlingen im Landkreis Weißenburg-Gunzenhausen (Mittelfranken, Bayern). Die Gemarkung Schambach hat eine Fläche von 7,634 km². Sie ist in 1104 Flurstücke aufgeteilt, die eine durchschnittliche Flurstücksfläche von 6915,23 m² haben. In ihr liegen neben dem namensgebenden Ort die Gemeindeteile Bonhof, Kohlmühle, Lehnleinsmühle, Obere Papiermühle, Untere Papiermühle und Weinbergshof.

## Geografische Lage
Das Kirchdorf liegt am Übergang des Schambachtales zum Altmühltal etwa drei Kilometer Luftlinie östlich von Treuchtlingen. Westlich angrenzend verläuft die Bundesstraße 2. Durch den Ort führt die Kreisstraße WUG 36. Durch den Ort fließt die gleichnamige Schambach. Südlich des Ortes verläuft die Gemeindegrenze zu Pappenheim. Oberhalb von Schambach liegt die Obere Papiermühle, unterhalb die Untere Papiermühle. Nördlich des Ortes liegt Bonhof. Im Westen erhebt sich der Nagelberg.

## Ortsnamendeutung
Dem Ortsnamen liegen das Adjektiv „skam“ für „kurz“ und das Substantiv „aha/ahwô“ für „fließendes Wasser“ zugrunde; Schambach ist demnach die „Siedlung am kurzen Bach“.

## Geschichte
In der Schambacher Flur befand sich eine 1964 neu ergrabene römische Villa rustica (Rekonstruktionen in den Museen Treuchtlingen und Weißenburg). Ab 1975 wurde ein hallstattzeitliches Gräberfeld mit Hügel- und Brandgrubengräber an der Mündung des Schambaches in die Altmühl großflächig ergraben.
Schambach wurde im Zuge eines ersten fränkischen Landesausbaus im 8. Jahrhundert gegründet. Das Dorf ist erstmals 802 urkundlich erwähnt, als die fränkische Hochadelige Reginsind ihr väterliches Erbe unter anderem in „Scammaba“ im Sualafeldgau dem Kloster St. Gallen schenkte. Zwischen 1057 und 1075 weihte in „Schammach“ der Eichstätter Bischof Gundekar II. eine Kirche. Für 1214 sind sieben Grundholden des Marschalls von Pappenheim angegeben; die Marschälle besaßen außerdem zwei Meierhöfe, zehn Huben und ein Gütlein und damit wohl den größten Teil des Dorfes. 1253 ist mit Sivvride de Schambach kurz vor Erlöschen dieses Geschlechtes erstmals ein Ortsadeliger nachgewiesen. Die Burg des Ortsadels befand sich an der Stelle des ehemaligen, bis 1961 betriebenen Gasthaus Eckerlein (heute Gasthaus „Zum güldenen Ritter“), wo noch ausgedehnte mittelalterliche Kellerräume vorhanden sind; auch erinnert der Flurname „Burgmanigaß-Acker“ an die Burg. 1341 verkaufte Heinrich von Pappenheim seinen gesamten Besitz zu Schambach und Suffersheim, Lehen der brandenburgischen Markgrafen, an Ulrich Schenk von Geyern, Ott den Zenger von Gerolfingen und Johann von Hausen, wobei offensichtlich Schambach an letzteren fiel. Dieser, brandenburgischer Kammermeister und Rat, erhielt 1354 von Markgraf Johann das Dorf Schambach, das er bisher zu Lehen hatte, als Eigengut. Um 1370 gab Hilprand von Pappenheim den Zehent zu Schambach seinem Vetter Heinrich für die Kapelle auf der Burg Pappenheim. Dieser übertrug den Kirchensatz, den Widumhof, den Groß- und Kleinzehent sowie Feldstücke dem Augustinerkloster Pappenheim. Laut Pappenheimer Salbuch von 1434 hatten drei Höfe Reichnisse nach Pappenheim zu geben. Um 1456 verkaufte Hans von Hausen (Hans Hausner) zu Constain das Dorf Schambach an die Reichsstadt Weißenburg. Es kam aber bald wieder in den Besitz der Herrschaft Pappenheim, wie für 1504 belegt ist. Diese führte vor 1555 die Reformation ein; Rekatholizierungsbestrebungen unter dem zum Katholizismus konvertierten Marschall Gottfried Heinrich von Pappenheim-Treuchtlingen blieben 1616 ohne großen Erfolg. Nach seinem Tod 1632 existierten beide Konfessionen nebeneinander; das Simultaneum dauerte bis 1669, als Schambach kirchlich mit Dietfurt vereinigt wurde. Der Dreißigjährige Krieg brachte dem Ort Zerstörung; zum Wiederaufbau trugen Exulanten aus Oberösterreich bei. Um 1680 heißt es, dass ein Hof, fünf Hofreiten und die Obermühle nach Pappenheim zinsen. Auch die Untermühle gehörte zu Schambach und war pappenheimerischer Besitz. Am Ende des Alten Reiches bestand das Dorf aus 61 Anwesen sämtlich mit Untertanen der Herrschaft Pappenheim, nämlich aus 2 Wirtshäusern, den 2 Mühlen, 3 Höfen, 3 Halbhöfen, 3 Gütern, 17 Selden, 28 Kleingütern, dem Schulhaus, dem Flurhaus und dem Schafhaus; die Herrschaft Pappenheim übte sowohl die Dorfgerichtsbarkeit als auch die Hochgerichtsbarkeit aus.
Seit 1806 im neuen Königreich Bayern, wurde das Kirchdorf Schambach mit seinen Mühlen sowie dem Bonhof und dem bis 1802 preußischen Weinbergshof dem Steuerdistrikt Dietfurt im Untergericht Pappenheim des Rentamtes Greding, ab 1815 des Rentamtes (später Bezirksamt, dann Landkreis) Weißenburg zugeordnet; die pappenheimerische Patrimonialgerichtsbarkeit wurde 1848 aufgehoben. Mit dem Gemeindeedikt 1818 wurde der Steuerdistrikt zur Gemeinde Schambach umgestaltet, die im Zuge der Gebietsreform in Bayern zum 1. Juli 1971 nach Treuchtlingen eingemeindet wurde. 1824 war aus der Gemeinde die Flemmühle ausgegliedert worden, die zur neuen Gemeinde Geislohe kam.
1846 bestand das Kirchdorf unter dem Gemeindevorsteher Mathias Beck aus 62 Häusern, hatte 1 Schule, 1 Weißbierbrauer und Wirt, 1 Schmied, 1 Bierschenke, 1 Hafner, 2 Metzger, 2 Melber, 1 Maurer, 2 Schneider, 3 Schuhmacher, 1 Salzhändler, 2 Schäffler, 1 Schreiner, 3 Weber und 1 Zimmermann.
Seit den 1960er/1970er Jahren wandelte sich der Ortscharakter vom Bauerndorf hin zum Pendlerwohnort, insbesondere durch die Wohnbebauung des Hanges des nördlich gelegenen Kipferberges. In den 1980er Jahren gab es nur noch zwei landwirtschaftliche Vollerwerbsbetriebe.

### Einwohnerzahlen
- 1818: 373 Einwohner[20]
- 1824: 403 Einwohner, 66 Anwesen[20]
- 1846: 405 Einwohner, 99 Familien, 62 Häuser[19]
- 1861: 304 Einwohner, 106 Gebäude[21]
- 1950: 497 Einwohner, 80 Gebäude[20]
- 1961: 552 Einwohner[22], 108 Wohngebäude[23]
- 1970: 596 Einwohner[22]
- 1987: 673 Einwohner[24]
- 1. Januar 2011: 730 Einwohner[25]
- 31. Dezember 2013: 706 Einwohner[26]
- 2018: 716 Einwohner[1]

## Bauwerke

### Evangelisch-lutherische Filialkirche St. Willibald
Die jetzige Kirche St. Willibald innerhalb einer alten Friedhofsummauerung stammt mit dem ältesten Bauteil, dem Chorturm, aus dem späten 14. Jahrhundert, das Langhaus wurde 1739 neu errichtet. 1480 ist das Patrozinium Willibald genannt; das Präsentationsrecht lag beim Marschall von Pappenheim. Bis 1669 war die Dorfkirche eine Filialkirche des 3 km entfernten Dietfurt, dann wurde die evangelische Doppelpfarrei Dietfurt-Schambach gebildet. Der zweisäulige Altar von 1722 ist barock mit späterem Altarbild, die Kanzel stammt von 1701. Der Taufstein mit Puttenmasken ist mit 1625 bezeichnet. Unter der Westempore ist ein kastenförmiger Einbau, der „Bauernstand“.

### Denkmäler
Außer der Kirche St. Willibald sind mehrere Jura-Bauten aus dem 17. bis 19. Jahrhundert in die Bayerische Denkmalliste eingetragen, so das Wohnhaus Bachgasse 4, das Gasthaus „Zum güldenen Ritter“ (früher Gasthaus Eckerlein) mit ehemaligem Brauhaus in der Burggasse 1, das Wohnstallhaus Schambachtal 1, die Obere Mühle mit ehemaligem Korbhaus in der Herrngasse 6, das Bauernhaus Herrngasse 9, das Bauernhaus Herrngasse 11, das Wohnhaus Lettenstraße 1, das Wohnhaus Weißenburger Straße 2 und das kleine Jurahaus Weißenburger Straße 8.